# No Life 'til Leather
No Life 'til Leather es el nombre de una maqueta de 7 canciones grabada por la banda Metallica en julio de 1982. Dentro de la maqueta destacan las canciones Metal Militia, Phantom Lord y Seek and Destroy por ser posiblemente la primera vez que estas canciones fueron grabadas en una cinta, considerando las demos Ron McGovney's '82 Garage Demo y Power Metal, que se confirman, fueron anteriores a éste.

## Historia
Una compañía de grabación de Orange County les dio la oportunidad de grabar un álbum, pero una vez terminadas las grabaciones, Kane se dio cuenta de que el grupo no era una banda de punk rock, sino de thrash metal y terminó desinteresándose. La banda tomó las cintas que terminarían por convertirse en la maqueta No Life 'til Leather. Ulrich y su amigo Pat Scott, que en palabras de Ron McGovney "tenían conexiones por todo el mundo", se encargarían de distribuir la maqueta.
Esta maqueta tendría además un importante papel en la consolidación de la banda, dado que una copia de la misma llegó a las manos de John Zazula, dueño de la tienda especializada Metal Heaven, en Nueva York, que los invitaría a dar unos espectáculos y grabar su primer álbum.
Es destacable el hecho de que es el único álbum en el que trabajo Dave Mustaine y el bajo de Ron McGovney. Cabe destacar que los compositores de todos los temas fueron Dave Mustaine (antes de ser expulsado de la banda y formar Megadeth) y James. Lars no participó de ninguna composición.

## Canciones
1. Hit the Lights - 4:19
2. Mechanix - 4:28
3. Motorbreath - 3:18
4. Seek and Destroy - 4:55
5. Metal Militia - 5:17
6. Jump in the Fire - 3:51
7. Phantom Lord - 3:33

## Créditos
- James Hetfield: voz, guitarra rítmica.
- Dave Mustaine: guitarra líder.
- Ron McGovney: bajo eléctrico.
- Lars Ulrich: batería.